# イエスタデイワンスモアーズ
『イエスタデイワンスモアーズ』は、the ARROWSの2枚目のシングルである。

## 概要
- 前作から1年7ヶ月ぶりのシングルとなる。

## 収録曲
全曲 作詞/作曲：坂井竜二 編集：the ARROWS
1. イエスタデイワンスモアーズ
2. 甘い生活
3. 屋上にスワロー
4. Natural Thanks(Live version)at下北沢CLUB QUE 2005.10.12

## 収録アルバム
- ARROW HELLO WONDERFUL WORLD（2006年7月12日）